# Vegesack (Adelsgeschlecht)

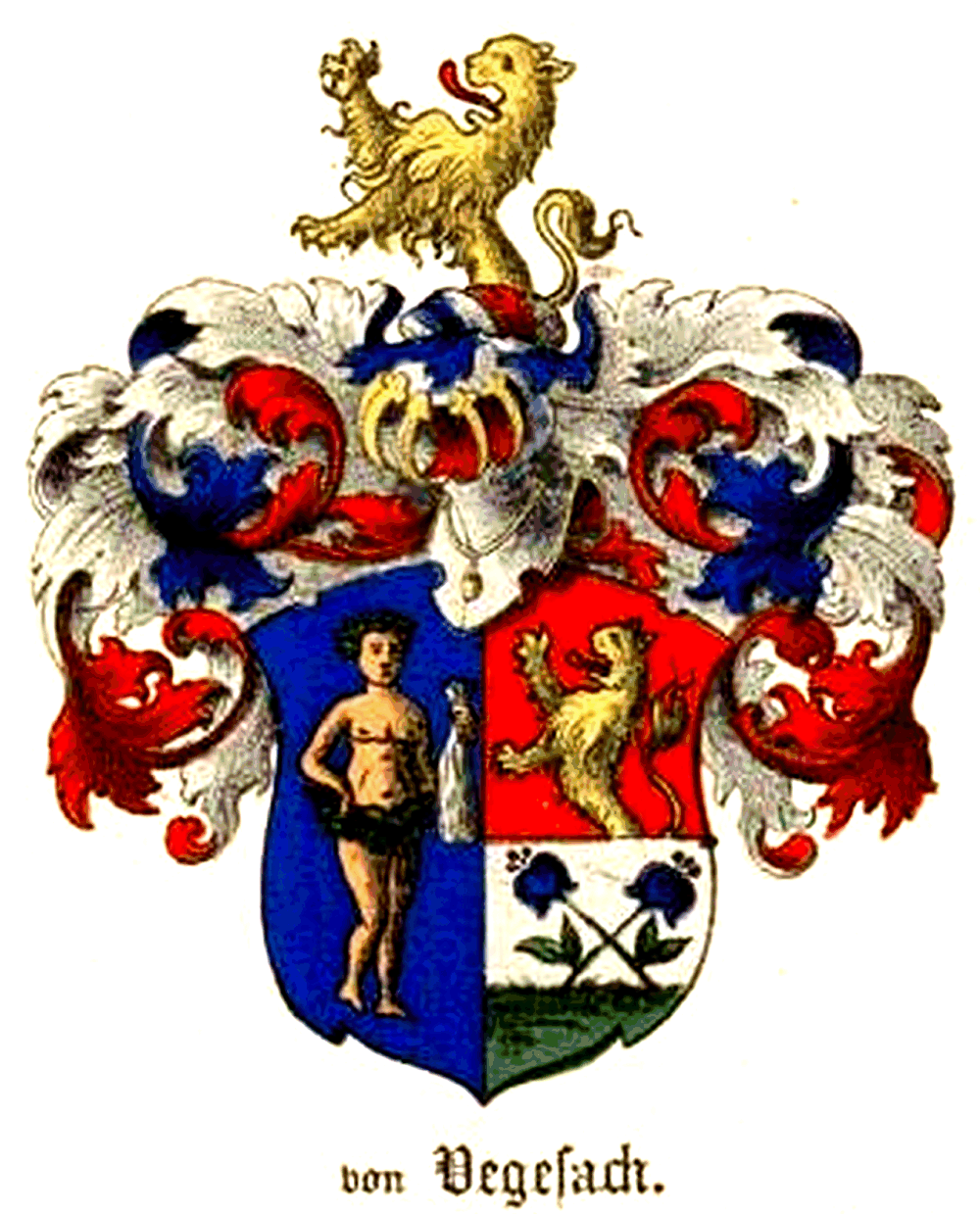
Wappen (1598, 1651) derer von Vegesack aus dem Baltischen Wappenbuch (1882)

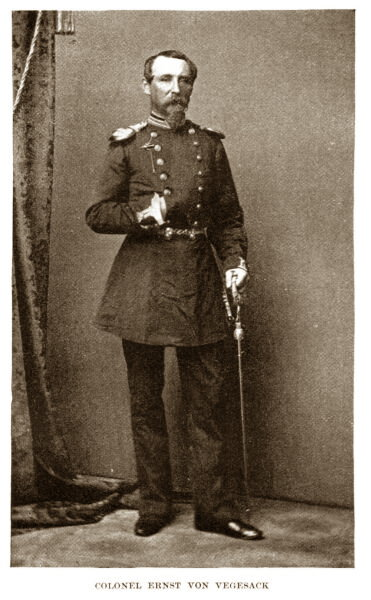
Freiherr Ernst von Vegesack (1820–1903), Colonel und nachmaliger Brevet-Brigadegeneral der Unionsarmee

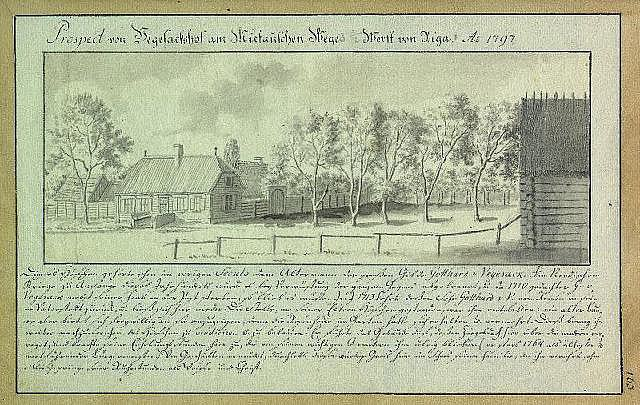
Vegesackshof bei Riga, 1677–1800 in Familienbesitz, Sammlung Brotze

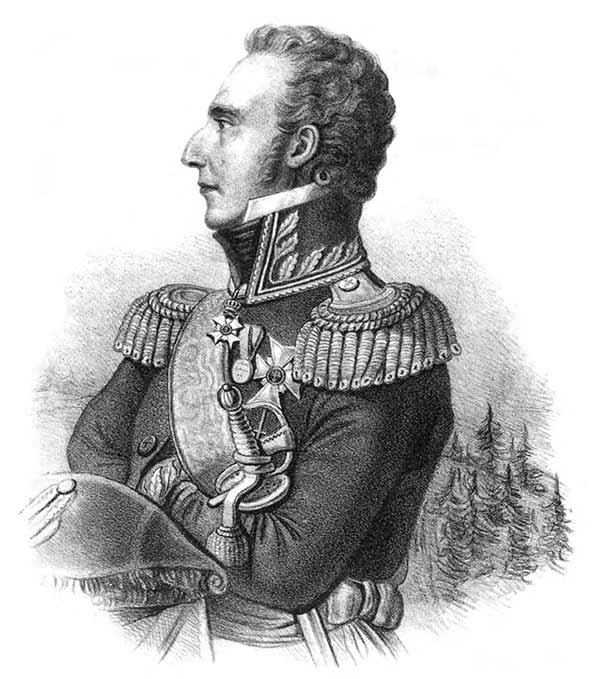
Freiherr Eberhard von Vegesack (1763–1818), schwedischer General in den Koalitionskriegen

Vegesack ist der Name eines baltischen Adelsgeschlechts, dessen Zweige gegenwärtig fortbestehen.

## Geschichte
Das Geschlecht hat seinen Ursprung in einer Münsteraner Bürgerfamilie, die im Jahr 1354 mit Dyike thor Veghesake bzw. im Jahre 1410 mit Diderick Veghesack erstmals urkundlich genannt wird. Die Übersiedlung des Geschlechts mit dem deutschen Ritterorden nach Livland erfolgte spätestens im 15. Jahrhundert: Im Jahr 1485 wird ein Wiliger Vegesack, Geistlicher oder Ratsherr in Narwa, im Jahr 1492 ein Albrecht Vegesack, Schwarzhäupterbruder in Reval, erwähnt. Mit diesem beginnt die durchgängige Stammreihe der Familie. Seit Mitte des 16. Jahrhunderts wurden die Vegesack zu den angesehensten Familie der Städte Reval, Riga, Dorpat und Pernau. Ihre Mitglieder waren meist erfolgreiche Kaufleute, stellten zahlreiche Ratsherren und Bürgermeister. Während der polnischen Hoheit in Livland waren die Vegesack königstreu. Auch deswegen wurden die Brüder Konrad Vegesack († nach 1626) Bürgermeister in Riga, Albrecht Vegesack († nach 1631) Stadtfähnrich in Riga und Heise Vegesack († nach 1622) Ratsherr und Herrenvogt in Reval bzw. Caspar Vegesack am 28. Februar 1598 von Sigismund III. in den erblichen Adelstand gehoben.
Albrecht Vegesacks Sohn Georg von Vegesack († 1657), Erbherr auf Wittenhof, Silliak, Sermus und Kronenberg, sowie die Söhne seines verstorbenen Bruders Otto von Vegesack († 1644), schwedischer Oberstleutnant und Erbherr auf Thurnhof bei Bayreuth, also Christoffer Hernrik von Vegesack († nach 1651), schwedischer Kapitän, Albrecht Otto von Vegesack († 1670/1671), schwedischer Konsul und Ministerresident in Lissabon und Henrik Gerhard († nach 1665), schwedischer Kapitän, erhielten von Königin Christina am 12. Juli 1651 in Stockholm eine Adelserneuerung. Die genannten wurden 1664 bei der Adelsklasse der schwedischen Ritterschaft introduziert (Nr. 679).
Gotthard Zacharias von Vegesack (1687–1745), schwedischer Oberstleutnant a. D. und Erbherr auf Vegesacksholm bei Dünamünde und Gotthard von Vegesack (1686–1764), Ratsherr und späterer Bürgermeister von Riga, wurden 1745 bei der Livländischen Ritterschaft immatrikuliert (sub. Nr. 63).
Von den Söhnen des Frederick von Vegesack (1725–1778), niederländischer Kapitän und mehrfacher Gutsbesitzer in Mecklenburg und Vorpommern, stiftete der schwedische General Eberhard von Vegesack (1763–1818) eine freiherrliche Linie. Er wurde am 9. Dezember 1802 noch im Rang eines Obersts in den schwedischen Freiherrnstand gehoben. Seine Söhne wurden am 14. September 1830 bei der Freiherrnklasse der schwedischen Ritterschaft introduziert (Nr. 379). Die Linie erlosch mit dem jung verstorbenen Freiherrn Carl August von Vegesack (1861–1875). Ein anderer Sohn des oben genannten Frederick, Dagobert Roderich Achilles von Vegesack (1769–1850), preußischer Major und Polizeipräsident von Danzig stifte eine preußische Linie. Diese erlosch bereits mit seinem ebenfalls jung verstorbenen Enkel Gustaf von Vegesack (1849–1865) im Mannesstamm.
Der Erbherr auf Kegeln mit Rosenblatt sowie Landgerichtsassessor und Hofgerichtsadvokat Alexander von Vegesack (1833–1903) wurde am 5. Juli 1867 in die Adelsmatrikel der Oeselschen Ritterschaft aufgenommen (sub Nr. 1546). Die von ihm gestiftete Oeselsche Linie erlosch zu Beginn des 20. Jahrhunderts im Mannesstamm.

## Historischer Güterbesitz
- in Mecklenburg: Drönnewitz und Bantin (1760–1770), Zühr (1753–1766), Neuhof (1740) und Volzrade (Pacht)
- in Schweden
  - Finnland: Siwasalm und Sölthoffshof[5]
  - Vorpommern: Bentin, Bökenitz, Neuenkirchen und Zumwolde[3]
- in Livland: Annenhof, Atzendorf/Wittenhof (1612–1687),[6] Blumbergshof (1834–1920), Fistehlen, Inzeem mit Krüdenershof (1823 Pfand),[6] Kardist mit Paddofer/Tirmast (1557–1637),[6] Kegeln mit Rosenblatt (1873–1920), Lambertshof/Kleistenhof (nach 1752),[6] Kronenhof, Lindenhof, Maikendorf (1776), Ohlenhof, Paixt/Paikis (1565–1619),[5][6] Poikern mit Badenhof (1847–1920), Rammalep (1633),[6] Raiskum, Ritener (1565),[5] Roperbeck (1776), Neu-Salis mit Lahnhof (1841–1920), Serums mit Kayenhof und Hirschenheide (1625–1682), Silliak (1592–1678),[6] Suddenbach (18. Jh.),[6] Waidau (1890–1920) und Vegesackholm (1694–1732)[6]
- in der Prignitz: Frehne (1700–1709) und Stresow (1705–1709)[5]
- in Franken: Thurnhof (1637)

## Angehörige
- Albrecht Otto von Vegesack († 1670/1671), schwedischer Konsul und Ministerresident in Lissabon[2]
- Friedrich von Vegesack (1725–1778), deutscher Offizier sowie Unternehmer in Mecklenburg und Schweden
- Eberhard von Vegesack (1763–1818), schwedischer Generalleutnant
- Dagobert von Vegesack (1769–1850), preußischer Major und Polizeipräsident von Danzig[5]
- Otto Moritz von Vegesack (1807–1874), russischer Diplomat, Ministerresident bei den freien Hansestädten Hamburg, Bremen und Lübeck, sowie in Oldenburg und Braunschweig[7]
- Ernst von Vegesack (1820–1903), Vermessungstechniker, Sezessionskriegsveteran, Militärkommandeur von Gotland und Reichstagsabgeordneter
- Thomas von Vegesack (1928–2012), schwedischer Schriftsteller und Verleger
- Manfred Balthasar Heinrich Theophil von Vegesack (1879–1966), baltischer Funktionär und Politiker (Deutsch-baltische Reform-Partei)[8]
- Siegfried von Vegesack (1888–1974), deutscher Dichter und Schriftsteller
- Karl-Erich von Vegesack (1896–1992), landwirtschaftlicher Güterdirektor und Maler aus Schlesien
- Alexander von Vegesack (* 1945), deutscher Kunsthistoriker

## Wappen
Das Stamm- und laut Familienbeschluss von 1929 allein geführte Wappen ist geteilt, oben in Blau ein wachsender goldener Löwe, unten in Gold auf blauem Dreiberg zwei Glockenblumen an geschränkten grünen Stängeln. Auf dem Helm mit blau-goldenen Decken der wachsende Löwe.
Das schwedisch-polnische Wappen (1598, 1651) ist gespalten, rechts in Blau einwärts gekehrt ein um Haupt und Lenden grün bekränzter Wilder Mann, in der Rechten einen kleinen Handbesen, in der Linken einen kleinen Sack haltend, links geteilt, oben in Rot ein wachsender goldener Löwe, unten in Silber auf grünem Boden wachsend zwei blaue Akeleien an geschränkten Stängeln. Auf dem Helm mit blau-silber-roten Decken der Löwe wachsend.
Das freiherrliche Wappen (1802) ist gespalten, rechts in Blau einwärts gekehrt ein Wilder Mann wie 1598, jedoch die rechte in die Hüfte setzend, links geteilt wie 1598. Zwei Helme ohne Decken, auf dem rechten zwei geschränkte blaue Hämmer vor zwei silbernen Straußenfedern, auf dem linken Helm zwei geschränkte goldene Kanonenrohre vor zwei silbernen Straußenfedern. Als Schildhalter zwei wilde Männer, mit der äußeren Hand je eine hölzerne Keule aufsetzend.